# Tympanogaster porchi
Tympanogaster porchi är en skalbaggsart som beskrevs av Perkins 2006. Tympanogaster porchi ingår i släktet Tympanogaster och familjen vattenbrynsbaggar. Inga underarter finns listade i Catalogue of Life.